# Seznam mytických patronů v českých zemích
Tento seznam obsahuje nadpřirozené a mytické patrony, strážné duchy a ochranitele jednotlivých oblastí českých zemí.
| Jméno                    | Území                        | Typ          | Popis |
| ------------------------ | ---------------------------- | ------------ | --- |
| Bejválek                 | Šumavské podhůří             | duch         | Kákovská polesí mezi Nepomukem, Plánicí a Nalžovy. Zjevoval se v podobě pomalu mluvícího chlapce s velkou hlavou. |
| Durandl                  | Šumava                       | duch         | Též Turandl. Dobrý duch starých šumavských skláren. Zjevoval se v podobě bílé postavy nebo malého zavalitého mužíka s rudým nosem i vlasy. Podle některých pověstí se zjevoval i tam, kde mělo dojít k neštěstí.                                                                                |
| Fabián                   | Brdy                         | duch         | Též Babí Jan. Horský duch Brd, původně snad rytíř zakletý zhrzenou milenkou. Sídlí na hoře Babě nad Hostomicemi, bere na sebe podobu silnějšího mužíka v mysliveckých šatech zdobených lesními přírodninami (kůra, šišky…). Kámen Fabiánovo lože na vrchu Babě, Fabianova zahrádka na Plešivci. |
| Grünhütel                | Hřebečsko                    | duch         | Strážný duch Hřebečska v podobě jezdce - myslivce se zeleným kloboukem. |
| Hans Heiling             | Slavkovský les               | duch         | Též Jan Svatoš. Bájná postava německých pověstí, syn vodní víly. Podle pověstí byl dobrovolně zbaven nadpřirozených schopností a zabit medvěděm. Viz též Svatošské skály. Strážce lesa z oblasti Chebska, Krušnohoří a Falce. Obrovská postava s lišejníky a mechem namísto vousů a vlasů.      |
| Hehman                   | Chebsko                      | strážce lesa | Též Hansoch, Hehman, Hayman, Hojman, Heyman či Hansmichl. |
| Hejmon                   | Vitorazsko                   | lesní duch   | Zjevoval se z ve dne a plašil pytláky. |
| Hohohé                   | Jesenicko                    | lesní duch   | Též Seehirt, Sinhirt či Moosbruchhirt. Pozdní pocestné strašil pořikem hohoé, obvykle býval dobrý, výjimečně škodolibý. Někdy ztotožňován s postavou Pastýř Gill. |
| Jeschengeist             | Ještěd                       | duch         | Duch Ještědu původem z německých pověstí. Sídlil v Červených skalách nebo Důlních skalách. |
| Kačenka                  | Orlické hory                 | démon        | Ochranný démon Orlických - Kačenčiných hor. Jméno pochází ze zdrobněliny jména svaté Kateřiny, které byla v oblasti zasvěcena řada kostelů ve 14. století. |
| Krakonoš                 | Krkonoše                     | duch         | Duch Krkonoš, původním jménem Rýbrcoul. |
| Kober                    | Tepelská vrchnovina          | lesní duch   | Obvykle v doprovodu divoké honby. |
| Marcebyla                | Krušné hory                  | přízrak      | Též Marzebilla, Maribyla, Mařebyla. Dobrý přelud - duch původně z německých pověstí. Dcera rytíře, která se kvůli lásce odmítla stát jeptiškou. Zemřela v bídě, zjevuje se jako dobrodějný lesní přizrak s kovovou rukavicí na levé ruce.                                                       |
| Minich                   | Jesenické předhůří           | skřítek      | Též Zelený pasáček. Strážný duch, skřítek, který hlídal poklady ve vrchu - podle něj zvaném - Minichův kámen. |
| Pán Dýma                 | Křivoklátsko                 | strážný duch | Strážný duch křivoklátských lesů. |
| Pastýř Gill              | Rejvíz                       | skřítek      | Též Jezerní pastýř. Bytost zakletá do podoby skřítka. Poprvé ztvárněn jako socha řezbářem Bernhardem Kutzerem v 19. století . |
| Pelíšek                  | Prachovské skály             | duch         | Dobromyslný duch Prachovských skal. |
| Pimon                    | Písecké hory                 | duch         | Též Pihor, skřítek a strážce pokladů. Pimonova studánka a sluj na Velkém Mehelníku. |
| Praděd                   | Jeseníky                     | duch         | Též Altvater, zosobnění genia loci a ochranného ducha Jeseníků. Zpodobňován jako vousatý stařec se stříbrnými vousy, mechovým klboukem a sukovicí. Podle německých pověstí příbuzný Rýbrcoula.                                                                                                  |
| Raurinkelajn a Štucimuci | Znojemsko                    | víla         | Též Houkalka a Bouchalka či Jitřenka a Světlana. Dobrodějné víly z Valtrovicka, původem snad zakleté zámecké slečny. |
| Rohál                    | Písecké hory                 | duch         | Též Hörndl či Růžek. Zjevení z vrchu Spravedlnost u Chřibské v severních Čechách. Trestal posměváčky. |
| Rüttelweibel             | Rychnov u Jablonce nad Nisou | divoženka    | Dobrodějná ochranákyně kraje, drobná postava šedé barvy. |
| Stamichman               | Králický Sněžník             | horský duch  | Odpočíval na Sviní hoře. |
| Veensmännel              | Frýdlantsko                  | strážný duch | - |